# Ануфрієв Олександр Сергійович (художник)
Олександр Сергійович Ануфрієв (1940, Москва, РРФР, СРСР — 17 жовтня 2024, Вашингтон, США) — радянський та український художник, один з творців Одеської школи неофіційного мистецтва.

## Біографія
Народився в 1940 році. З 1959 по 1963 рік навчався в Одеському художньому училищі ім. М. Б. Грекова.
Один із зачинателів неофіційного мистецтва Одеси. Квартира Олександра і Маргарити Ануфрієвих була місцем проведення однієї з перших «квартирних» виставок Одеси, а самі Олександр і його дружина Маргарита були душею нонконформістського руху в місті.
З 1964 року брав участь у неофіційних виставках в Одесі, Москві, Ленінграді, виставлявся за кордоном.
Акція Олександра Ануфрієва та москвича Чернишова на Красної площі в Москві потрапила в поле зору «голосів» і західної преси. Це призвело до загострення відносин з владою, і восени 1980 року емігрував до США.

## Роботи знаходяться в зборах
- Музей сучасного мистецтва Одеси. Україна, Одеса.
- Приватні коллекції. США.

## Персональні виставки
- 2002 — «Александр Ануфриев». Галерея «Ліберти». Україна, Одеса.

## Сім'я
- Ануфрієва Маргарита (1943—1998) — дружина, український художник, арт-критик, творець і перший директор Центру та Музею сучасного мистецтва «Тирс».
- Ануфрієв Сергій Олександрович (народ. 1964) — син, російський художник, представник школи Московського концептуалізму та один із засновників групи «Інспекція «Медична герменевтика»».

## Цитати
- «Зараз важко сказати, чому саме Саша Ануфрієв тоді став об'єднавчою ланкою групи молодих авторів, які відмовилися крокувати в ногу з радянським офіціозом. Можливо, цьому сприяв його романтичний і екстравагантний характер, нескінченність ідей і мобільність їх реалізації і, звичайно ж, знаменита „комуналка“ на Осипова, 9, де він жив. Його невичерпний талант експериментатора притягував і зачаровував, змушував дивитися на прості, здавалося б, речі, новими очима. До цього можна додати і величезну працездатність, вперту непокірність будь-якого диктату» — Тетяна Василенко, 2002.